# Giovanni Goria
Giovanni Goria, född 30 juli 1943 i Asti, Piemonte, död 21 maj 1994 i Asti, var en italiensk kristdemokratisk politiker.
Goria gick med i Kristdemokraterna 1960 och engagerade sig som kommunpolitiker. 1976 valdes han in i Italiens deputeradekammare.
1 december 1982 tillträdde Gori som skatteminister, en post han innehade till den 28 juli 1987 då han fick axla posten som premiärminister för en regering bestående av hans egna kristdemokrater, Italienska socialistpartiet, Republikanerna, Socialdemokraterna och Italiens liberala parti. Denna regering blev dock kortlivad då dess budgetförslag 1988 förkastades av parlamentet.
1989 blev han EU-parlamentariker, 1991 jordbruksminister och 1992 finansminister. Regeringen kom dock att skakas av en gigantisk korruptionshärva som tvingade den att avgå och i grunden förändrade Italiens politiska landskap. Goria åtalades själv för korruption men avled hastigt av lungcancer under rättegångsprocessen.